# Isonychus fulvescens
Isonychus fulvescens är en skalbaggsart som beskrevs av Blanchard 1850. Isonychus fulvescens ingår i släktet Isonychus och familjen Melolonthidae. Inga underarter finns listade i Catalogue of Life.